# 정치 나침반

정치 나침반 기구(Political Compass Organization)가 고안한 도표. 각 축의 값은 -10부터 +10까지 있다.

정치 나침반(political compass) 혹은 정치 다이아몬드는 여러 분야에 대한 정치적 견해를 종합하는 데 사용되는, 정치 성향 측정 모형이다. 이 모형은 단축형 모형(좌익-우익 구별형)을 개선한 것이다.

## 개략
정치 나침반에는 경제 및 사회적 성향을 개별적으로 조사하면 이를 종합하여 한 개인의 정치적 성향을 정확히 측정할 수 있다는 원칙이 내재되어 있다. 정치 나침반에 쓰인 용어들은 대부분 유럽의 정치 전통 내에서 확립되어온 것들이다.
현재 모형과 비슷한 그림은 1970년 출판된 《아나키의 수문(水門)》에 처음 소개되었다. 그러나 '정치 나침반' 용어가 처음 사용된 것은 인터넷 웹사이트로, 여기서는 온라인 상의 여러 설문을 통해 유저의 정치적 성향을 두 개 축에 기준한 그림 상에 표시해 준다. 여기서의 두 축은 각각 경제적 성향(좌파(left)-우파(right))과, 사회적 성향(권위주의자(authoritarian)-자유의지론자(libertarian))을 나타낸다. 이 사이트에서는 두 개 축에 대한 설명과 함께 과거 유명 인사들의 정치적 성향을 보여준다.
가로 축에 해당하는 경제적(좌파-우파) 축에서 '좌파'는 경제가 집단 협동기관에 의해 돌아가야 한다는 입장이다. 그 기관은 국가가 될 수도 있고, 공동체의 네트워크가 될 수도 있다. 좌파 성향이 강할수록 공산주의(경제적 평등주의)에 가까워진다. 반면에, '우파'는 경제가 개별적인 개인과 조직 간의 경쟁의 장으로 남아야 한다는 입장이다. 우파 성향이 강할수록 자본주의(경제적 자유주의)에 가까워진다.
세로 축에 해당하는 사회적(권위주의자-자유의지론자) 축은 적당한 양의 개인의 자유에 대한 입장을 바탕으로 한 정치적 의견을 측정한다. '자유의지론자'는 개인의 자유가 최대화되어야 한다는 입장이며, 성향이 강할수록 아나키즘에 가까워진다. 반면에 '권위주의자'는 권위와 전통이 존중되어야 한다는 입장이다. 성향이 강할수록 파시즘에 가까워진다.

## 같이 보기
- 정치성향
- 정치적 스펙트럼
- 놀런 차트
- 퍼넬 차트

## 참고 문헌
1. ↑  앨버트 멜쳐(Albert Meltzer), 《아나키의 수문(水門)》(Floodgates of Anarchy). 1970, ISBN 0-900707-03-8
2. ↑  “정치 나침반”. 2008년 4월 5일에 확인함.